# Агрон
Агро́н (грец. Ἄγρων) — персонаж давньогрецького міфу, житель острова Кос. 
Він і його сестри Бісса і Меропіда, що не почитали богів окрім Геї і через це отримували від неї певні блага, розізлили інших богів, що вирішили їх покарати. Коли Бісса і Меропіда відмовилися вшанувати Гермеса, Афіну і Артеміду, які появилися до них як пастух з дочками, а Агрон навіть кинувся на Гермеса з рожном, то за це всі троє були перетворені в птахів: Меропіда в сову, Бісса в чайку, Агрон в сивку. Їхній батько Євмел став нічним вороном.